# Te Gusta
"Te Gusta" é uma canção do cantor brasileiro Kevinho, lançado em 15 de maio de 2020 pela Warner Music.

## Créditos
Créditos adaptados do Tidal.
- Kevinho – Artista principal e vocais
- Lucas Santos – Produção, composição, arranjo, baixo, bateria, guitarra, percussão e efeitos sonoros
- Papatinho – Produção, arranjo, baixo e trompete
- Samuel Deolli – Produção, composição, baixo e percussão
- Ibere Fortes – Composição
- Thiago D'Errico – Arranjo, e percussão

## Desempenho nas tabelas musicas
| País — Tabela musical (2020) | Melhor posição |
| ---------------------------- | -------------- |
| Portugal (AFP)               | 5              |

## Vendas e certificações
| Região                                                        | Certificação | Vendas  |
| ------------------------------------------------------------- | ------------ | ------- |
| Portugal (AFP)                                                | Platina      | 20.000‡ |
| ‡vendas+valores de streaming baseados somente na certificação |              |         |